# يوحنا السلمي
يوحنا السلمي (القديس) (525 - 606م)، ناسك سوري، عاش في دير سنت كاترين. من كبار آباء الكنيسة الشرقية. لكتابه (سلم الفضائل)، الذي ينقسم إلى ثلاثين درجة، شهرة كبيرة في القرون الوسطى. ترجم إلى اللغة العربية.

## معرض الصور

أيقونة السلم إلى الله في دير سانت كاترين.